# Вайнерт, Эрих
Эрих Бернхард Густав Вайнерт (нем. Erich Bernhard Gustav Weinert; 4 августа 1890, Магдебург, Германская империя — 20 апреля 1953, Берлин, ГДР) — немецкий поэт и переводчик, общественный деятель Германской Демократической Республики. Председатель Национального комитета «Свободная Германия». Основатель Академии искусств ГДР.

## Биография
Эрих Вайнерт родился в семье инженера с социал-демократическими убеждениями. С 1908 по 1910 год он учился в профессионально-техническом училище в родном городе. Затем — в Высшей школе прикладных искусств в Берлине, которую окончил в 1912 году. Участвовал в Первой мировой войне в чине офицера. Вайнерт был соучредителем Союза пролетарских революционных писателей Германии. В 1929 году он вступил в Коммунистическую партию Германии.
После победы на выборах национал-социалистов 1933 года Вайнерт с женой Ли и дочерью вынужден был эмигрировать сначала в Швейцарию, а оттуда в Саарскую область. После плебисцита Саара в 1935 году Вайнерт уехал в Париж, а оттуда в Советский Союз. С 1937 по 1939 год участвовал в Гражданской войне в Испании в качестве фронтового корреспондента в составе 11-й интернациональной бригады.
После нападения Германии на Советский Союз Вайнерт действовал как пропагандист-антифашист на передовых позициях советско-германского фронта. Он обращался по радио к немецким солдатам, листовки с его стихотворениями в большом количестве сбрасывались на территории, оккупированные немецкими войсками. В 1943 году он возглавил Национальный комитет «Свободная Германия».
В 1946 году Вайнерт вернулся на родину. В 1949 и 1952 годах удостаивался Национальной премии. Вайнерт стал одним из основателей Академии искусств ГДР.
Могила Эриха Вайнерта находится в колумбарии Центрального кладбища Фридрихсфельде.
Супруга — Ли Вайнерт, декламатор, артистка кабаре и деятель культуры ГДР.

## Творческая деятельность
В 1919 году вместе с другими молодыми художниками Вайнерт основал общество художников «Die Kugel». В начале 1920 года он опубликовал в журнале общества свои первые стихотворения. Выступал как актёр и декламатор в Лейпциге. С середины 1920-х годов Вайнерт стал заметным представителем пролетарского революционного литературного движения в Германии. В своих сборниках «Балаган» (1925) и «Эрих Вайнерт говорит» (1930) он раскрывается как политический поэт, агитатор и сатирик. Его произведения были написаны простым и доступным языком. В 1934 году Вайнерт опубликовал сборники антифашистских стихов «Булыжники» и «Наступит день».
С 1935 года, в составе группы немецких поэтов-антифашистов (А. Куреллы, Х. Хупперта, Г. Роденберга, Г. Циннера и других), Вайнерт начал переводить на немецкий язык произведения Тараса Шевченко. Переводы Вайнерта адекватны произведениям Шевченко высокой поэтичностью, точностью воспроизведения формы и содержания, идейной направленностью, поэтому он считается лучшим переводчиком поэзии кобзаря. Всего Вайнерт перевёл 68 произведений Т. Шевченко.
В 1935 году Вайнерт отправился в путешествие по Украине. Он выступал в Киеве, Днепропетровске, Запорожье, Харькове. В 1951 году в Берлине вышла книга Т. Шевченко «„Гайдамаки“ и другие поэзии» в переводе Вайнерта. В том же году в Москве был издан на немецком языке двухтомный «Кобзарь» под редакцией А. Куреллы, где были помещены и переводы Вайнерта. Среди них: цикл «В каземате», «Ведьма», «В нашем раю на земле», «Слепая» и другие. Помимо поэзии Шевченко, Вайнерт переводил также произведения украинской и русской классической поэзии и литературу других народов мира.
Эрих Вайнерт является автором текста гимна интернациональных бригад в Испании. Стихи его испанского цикла собраны в книге «Камарадас», изданной в 1951 году. Наибольшую известность приобрело написанное им в 1927 году антифашистское стихотворение «Тревожный марш» (в оригинале — «Der Heimliche Aufmarsch»), положенное на музыку Хансом Эйслером и прочно вошедшее в репертуар Эрнста Буша, впервые исполнившего песню в фильме «Нейтральная полоса» (Niemandsland, 1931).
Вайнерт автор рассказов, написанных в годы войны: «Смерть за отечество» (1942), «Целесообразность» (1942), фронтового дневника «Помни о Сталинграде» (1943), сборника стихов-листовок «Против истинного врага» (1944). Взятые в плен немцы часто цитировали стихи Эриха Вайнерта о девяти годах фашистской диктатуры в Германии. По рассказам пленных, эти стихи передавались из рук в руки и тайно декламировались солдатами в окопах:
Грудой развалин Европа легла,
Смерть над людьми нависла.
Родина, ты никогда не была
Миру так ненавистна!

## Память
- Имя Вайнерта носит улица в его родном городе Магдебурге, а также улицы в Берлине, Котбусе, Фюрстенвальде, Лейпциге, Потсдаме, Зенфтенберге, Лаузице и Висмаре.
- Дом на Тимштрассе, 7 в Магдебурге-Букау, где жил Вайнерт, используется теперь как литературный дом.
- Во Франкфурте-на-Одере Вайнерту установлен памятник.
- Школа № 176 в г. Горьком (ныне Нижнем Новгороде), построенная в 1983—1987 годах по проекту архитекторов ГДР, получила имя Эриха Вайнерта. В холле школы было установлено скульптурное изображение головы поэта на постаменте с памятной надписью «в честь советско-германской дружбы»[2].
- В 1975 году в ГДР снят биографический фильм «Между ночью и днём», режиссёр Хорст Э. Брандт, роль Эриха Вайнерта исполнил Курт Бёве.